# NGC 1534
NGC 1534 est une vaste galaxie lenticulaire vue par la tranche et située dans la constellation du Réticule. NGC 1534 a été découverte par l'astronome britannique John Herschel en 1834. Le professeur Seligman classe cette galaxie comme spirale, mais aucun bras n'est visible sur son image.

## Caractéristiques
Sa vitesse par rapport au fond diffus cosmologique est de 5 331 ± 5 km/s, ce qui correspond à une distance de Hubble de 78,6 ± 5,5 Mpc (∼256 millions d'al).

## Groupe d'ESO 117-19
NGC 1534 est la galaxie la plus brillante du trio de galaxies d'ESO 117-19. L'autre galaxie du trio est ESO 84-9.
Selon Soares et ses collègues, NGC 1529 et NGC 1534 forment une paire de galaxies. Probablement que NGC 1529 ne répondait pas aux critères de regroupement de Garcia, ces critères variant d'un auteur à l'autre.